# Whitakers
Whitakers – miasto w Stanach Zjednoczonych, w stanie Karolina Północna, w hrabstwie Edgecombe.